# Szentjakabfa
Szentjakabfa [sentjakapfa] (německy Jakobsdorf, Plattensee) je obec v Maďarsku v župě Veszprém, spadající pod okres Balatonfüred. Nachází se asi 27 km jihozápadně od Veszprému. V roce 2015 zde žilo 111 obyvatel. Dle údajů z roku 2011 tvoří 100 % obyvatelstva Maďaři, 50,9 % Němci a 1,8 % Romové, přičemž všichni obyvatelé se ke své národnosti vyjádřili.
Název znamená strom svatého Jakuba.

## Sousední obce
| Růžice kompasu | Vigántpetend  | Pula         | Nagyvázsony | Růžice kompasu |
| Růžice kompasu | Balatoncsicsó | Sever        | Óbudavár    | Růžice kompasu |
| Růžice kompasu | Balatoncsicsó | Szentjakabfa | Óbudavár    | Růžice kompasu |
| Růžice kompasu | Balatoncsicsó | Jih          | Óbudavár    | Růžice kompasu |
| Růžice kompasu | Szentantalfa  |              |             | Růžice kompasu |